# Glypta bicarinata
Glypta bicarinata är en stekelart som beskrevs av Dasch 1988. Glypta bicarinata ingår i släktet Glypta och familjen brokparasitsteklar. Inga underarter finns listade i Catalogue of Life.